# Alsóárpás

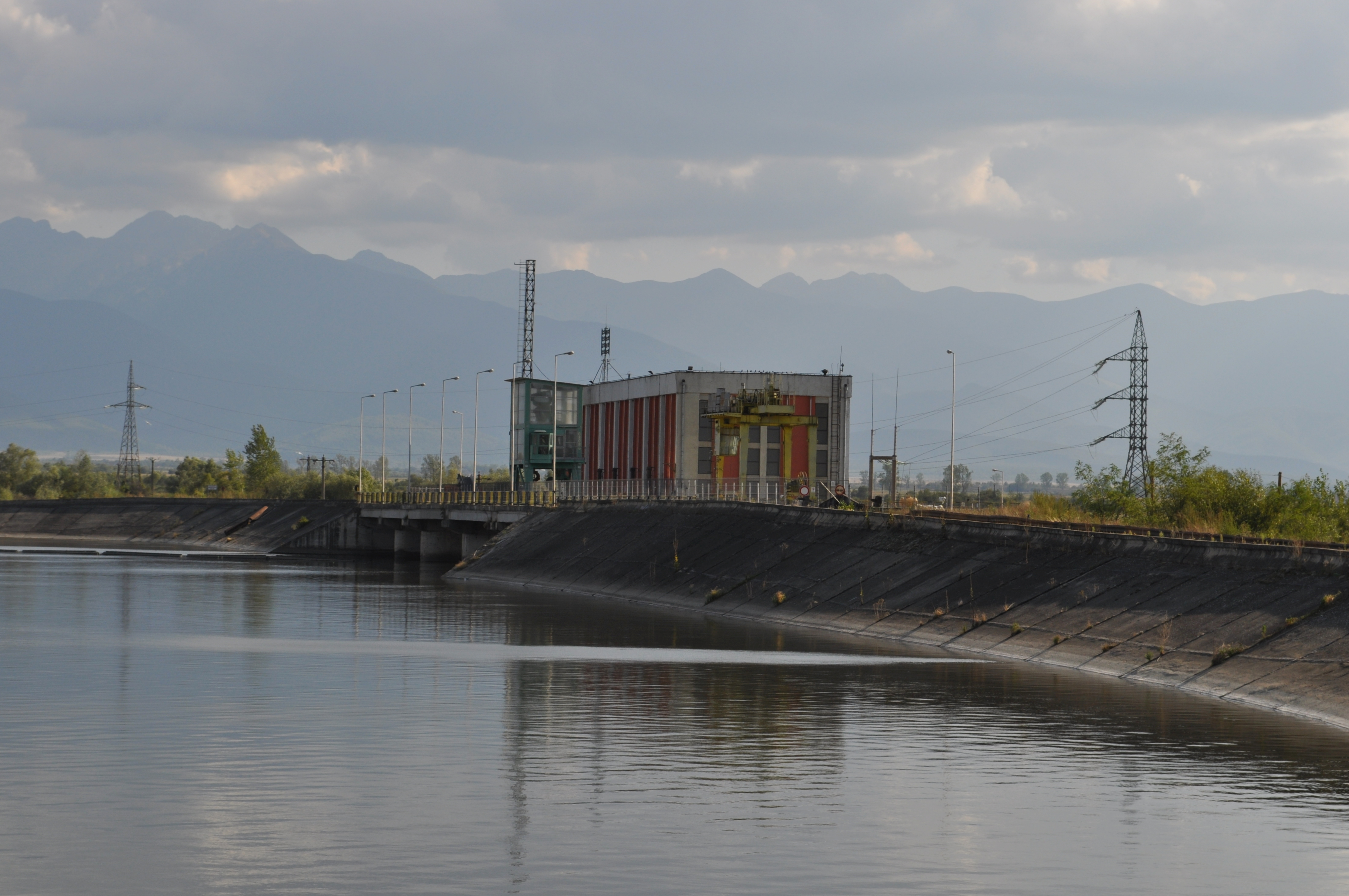
Az alsóárpási vízerőmű

Alsóárpás (románul: Arpașu de Jos, németül: Unterarpasch) falu Romániában, Erdélyben, Szeben megyében, az azonos nevű község központja.

## Fekvése
Az Olt bal partján, a folyón kialakított egyik víztározótól délre, a Fogarasi-havasok aljában fekszik. Mellette a hídtól kék háromszöggel jelzett turistaút indul a transzfogarasi út irányába.

## Története
A patakot, melyről nevét vette, először 1223-ban említették: rivulum qui dicitur Arpas. A falu első említése 1511-ből való: Arpas és Alsó Árpás. Báthory Boldizsár fogarasi kapitány 1591-ben megerősítette „Buta Sudele” fiait, Ztanchult, Oprát, Radult és Bogdant Alsóárpás bojeronatusának felében. 1606-ban a gyalui uradalom tartozéka volt. 1632-ben a Rákócziaknak 37, Jancsó Pálnak pedig 25 jobbágycsaládja lakott benne, míg 1722-ben 138 boér- és 170 jobbágycsaládot írtak össze. 1733-ban egy görögkatolikus és egy ortodox pap is működött itt, de csak a görögkatolikus gyülekezetnek volt temploma. Ortodox szerzetesi közössége Teleki Ádám birtokán jött létre a falutól néhány kilométerre délre, ahonnan egy havasi ösvényen át lehetett jutni az Argeș völgyébe. Először 1726-ban említették, 1748-ban egy szerzetes, egy pap és egy tanító lakta. 1766 és 1851 között az orláti román határőrezredhez tartozott. Fogaras vidéke nyugati részének vásáros központja volt, évi két vásárral. 1876-tól Fogaras vármegye egyik járásának székhelye, a 19. század második felében üvegikonfestő központ. Üvegfestői közül leghíresebb az 1843-ban Mikoláról érkezett és haláláig, 1899-ig a faluban dolgozó Savu Moga. 1900-ban gyógyszertárat nyitottak benne. Parlamenti választókerületében – a választások román nemzeti párti bojkottja ellenére – 1892-ben jelöltette magát a voilai pap fia, Nicolae Șerban, és függetlenként mandátumot is szerzett. A parlamentben a szabadelvűekhez, majd 1906-ban a román nemzetiségiekhez csatlakozott. 1904-től egytanítós állami, magyar tannyelvű iskola működött a faluban, 1910-ig Petru M. Serb házában, majd a Medgyaszay István tervei szerint épült iskolaépületben (amelyet azóta erősen átalakítottak). 1910-ben toronymagasan a Román Nemzeti Párt jelöltje, Alexandru Vaida-Voevod nyerte meg a választást a munkapárti Gheorghe Urdea előtt. 1902-ben kisközségből nagyközséggé alakult. 1912-től egy akkor létrehozott görögkatolikus esperesi kerület székhelye volt. A település a román nyelvatlasz egyik kutatópontja volt.

## Lakossága
- 1850-ben 903 lakosából 828 volt román, 53 cigány és 16 német nemzetiségű; 550 ortodox, 331 görög és 16 római katolikus vallású.
- 2002-ben 1127 lakosából 1046 volt román és 80 cigány nemzetiségű; 1114 ortodox vallású.

## Látnivalók
- Ortodox temploma az 1790-es években, tornya 1824-ben épült. Az 1800-as években valószínűleg idősebb Nicolae Grecu festette ki. Ikonosztáza 18. század végi. Az épület eredetileg a görögkatolikusoké volt, az ortodox gyülekezet a 19. században kapta meg, miután a görögkatolikusok új templomot építettek maguknak.[9]